# All Good Things
All Good Things é um filme lançado em 2010, de gênero drama, dirigido por Andrew Jarecki e protagonizado por Ryan Gosling e Kirsten Dunst. O filme foi inspirado na história real de Robert Durst, acusado de homicídio, e filmado entre abril e julho de 2008 em Connecticut e Nova Iorque.
Foi recebido de forma mista pelos críticos especializados e obteve uma baixa arrecadação nos cinemas, sendo mais bem sucedido como vídeo sob demanda.

## Sinopse
Na cidade de Nova Iorque dos anos 70, David Marks, filho de uma poderosa família do mercado imobiliário, se casa com uma estudante sem posses, Katie McCarthy. Eles se mudam para o interior de Vermont para levar uma vida tranquila, mas David é pressionado pelo pai e retorna. Ele começa então a trabalhar no negócio da família e Katie a estudar medicina, enquanto o relacionamento dos dois é prejudicado pelas oscilações de humor dele, que se transformam em comportamento violento e controlador a medida que ela se torna mais independente. Os segredos da família passam a ser revelados quando Katie desaparece sem deixar pistas.

## Elenco
- Ryan Gosling como David Marks
- Kirsten Dunst como Katie Marks (Katherine McCarthy)
- Frank Langella como Sanford Marks
- Kristen Wiig como Lauren Fleck
- Philip Baker Hall como Malvern Bump
- Diane Venora como Janet Rizzo
- Lily Rabe como Deborah Lehrman
- Nick Offerman como Jim McCarthy
- Liz Stauber como Sharon McCarthy

## Produção
O roteiro de All Good Things foi escrito por Marcus Hinchey e Marc Smerling, com a narrativa livremente inspirada nas experiências reais de Robert Durst, um herdeiro imobiliário cuja primeira esposa, Kathleen McCormack, desapareceu em 1982. O nome original do filme (All Good Things) é uma referência a uma loja de comidas saudáveis que pertencia a Robert e Kathleen nos anos 70. Depois do roteiro estar finalizado e Andrew Jarecki ter concordado em dirigi-lo, Ryan Gosling e Kirsten Dunst foram acrescentados no projeto como protagonistas. Em abril de 2008, The Weinstein Company fechou um acordo para distribuir o filme e seu orçamento foi estabelecido em 20 milhões de dólares.
As filmagens começaram em abril de 2008 na cidade de Nova Iorque e em várias locações em Connecticut, que foi escolhido por causa dos seus "incentivos fiscais e suas paisagens". O diretor Andrew Jarecki afirmou que produzir o filme "foi menos sobre querer fazer uma narrativa vs. um documentário e mais sobre os méritos desse projeto em particular", e completou que "por ser impossível saber o que realmente aconteceu, nós não tentamos replicar a história, mas capturar as emoções e a complexidade de um mistério não resolvido". Ele gravou "centenas de horas de footage" de pessoas associadas a história real de Robert Durst, dizendo que "isso foi uma parte do processo. Talvez ainda acabe fazendo parte do DVD algum dia".

## Lançamento e recepção
O filme estava originalmente previsto para ser lançado em 24 de julho de 2009, mas foi diversas vezes adiado até ser finalmente liberado nos cinemas em 3 de dezembro de 2010. Semanas antes, já havia sido lançado como vídeo em demanda, formato no qual arrecadou mais de quatro milhões de dólares até o início de janeiro de 2011. Com um orçamento de 20 milhões de dólares, obteve US$ 644 535 nos cinemas, tendo sido lançado em apenas 35 salas.
Foi recebido com resenhas geralmente mistas dos críticos especializados. O Rotten Tomatoes calculou uma média de 33% de aprovação, baseado em 98 críticas recolhidas, das quais 32 foram consideradas positivas e 66, negativas. Segundo o site, o consenso é que o filme "teve boas performances dos atores e a história em que é inspirado oferece bastante drama - motivo pelo qual é tão frustrante que All Good Things seja tão clichê e ambíguo".